# Vicepresidente della Repubblica Dominicana
Il vicepresidente della Repubblica Dominicana (in spagnolo: Vicepresidente de la República Dominicana) è la seconda carica dello Stato, destinata a succedere al presidente in caso di morte, dimissioni o destituzione. Trentanove personalità politiche hanno ricoperto la carica nella storia. In base alla Costituzione della Repubblica Dominicana, il vicepresidente è eletto insieme al presidente.
La Prima Repubblica, tra il 1844 e il 1865, non ha avuto vicepresidenti eletti per costituzione, ma ne furono eletti alcuni ad interim sotto il regime di Pedro Santana.

## Storia
Dopo la nascita della Repubblica Dominicana, il paese è stato gestito da una giunta di governo centrale guidata da Pedro Santana. In quanto tale, all'epoca non era necessario un vicepresidente. Tuttavia, si ritiene che il primo vicepresidente della repubblica sia stato Felipe Benicio Alfau Bustamante, eletto vicepresidente ad interim da Pedro Santana. Ciò è stato stimolato poiché Santana è stata invitato ad andare all'estero, ma la repubblica doveva essere curata in sua assenza.
La Costituzione della Repubblica Dominicana è stata emendata più volte, e in alcuni casi la carica di vicepresidente è stata soppressa per poi essere ricreata. In tempi in cui la carica veniva soppressa, se il presidente lasciava il Paese, veniva designato un presidente ad interim, creando così la carica di secondo in comando. Ad esempio, il 30º presidente della Repubblica Dominicana, Carlos Felipe Morales, elesse Ramón Cáceres suo vicepresidente dal 1903 al 1905. Poi, dal 1905 al 1911, il precedente vicepresidente, Ramón Cáceres, viene eletto presidente e l'ufficio del vice presidente viene eliminato durante quel lasso di tempo.
Anche durante i 31 anni di dittatura di Rafael Leónidas Trujillo, la carica di vicepresidente è stata soppressa o lasciata scoperta in diverse occasioni.
Dal 1966, che è considerato l'inizio della Quarta Repubblica, l'ufficio del vicepresidente della Repubblica Dominicana è un posto permanente. Inoltre, il vicepresidente deve essere eletto insieme al presidente, non nominato da quest'ultimo.

## Elenco dei vicepresidenti

### Prima Repubblica (1844–1861)
| Ritratto | Vicepresidente                  | Inizio mandato   | Fine mandato   | Presidente           |
| -------- | ------------------------------- | ---------------- | -------------- | -------------------- |
|          | Felipe Benicio Alfau Bustamante | 1853             | 1853           | Pedro Santana        |
|          | Manuel de Regla Mota            | 15 febbraio 1854 | 26 maggio 1856 | Pedro Santana        |
|          | Antonio Abad Alfau Bustamante   | 1856             | 1856           | Manuel de Regla Mota |
|          | Buenaventura Báez               | 6 ottobre 1856   | 8 ottobre 1856 | Manuel de Regla Mota |
|          | Domingo Daniel Pichardo Pró     | 1857             | 1858           | Buenaventura Báez    |
|          | Benigno Filomeno de Rojas       | 1858             | 1861           | Pedro Santana        |

### Annessione alla Spagna (1861–1865) e guerra di restaurazione dominicana (1863–1865)
| Ritratto | Vicepresidente             | Inizio mandato | Fine mandato | Presidente           |
| -------- | -------------------------- | -------------- | ------------ | -------------------- |
|          | Matías Ramón Mella         | 1863           | 1864         | José Antonio Salcedo |
|          | Ulises Francisco Espaillat | 1864           | 1864         | José Antonio Salcedo |

### Seconda Repubblica (1865–1916) e occupazione statunitense (1916–1924)
| Ritratto                                           | Vicepresidente                     | Inizio mandato   | Fine mandato     | Presidente                  |
| -------------------------------------------------- | ---------------------------------- | ---------------- | ---------------- | --------------------------- |
|                                                    | Gregorio Luperón                   | 24 gennaio 1865  | 24 marzo 1865    | Benigno Filomeno de Rojas   |
|                                                    | Benigno Filomeno de Rojas          | 24 marzo 1865    | 4 agosto 1865    | Pedro Antonio Pimentel      |
|                                                    | Francisco Antonio Gómez y Báez     | 1865             | 1866             | Buenaventura Báez           |
|                                                    | Manuel Altagracia Cáceres          | 1868             | 1871             | Buenaventura Báez           |
|                                                    | Juan Isidro Ortea y Kennedy        | 1871             | 1874             | Buenaventura Báez           |
|                                                    | Francisco Gregorio Billini         | 5 marzo 1878     | 8 luglio 1878    | Cesareo Guillermo           |
|                                                    | Casimiro Nemesio de Moya           | 1882             | 1884             | Ulises Heureaux             |
|                                                    | Alejandro Woss y Gil               | 1884             | 1885             | Francisco Gregorio Billini  |
|                                                    | Segundo Francisco Imbert del Monte | 1887             | 1889             | Ulises Heureaux             |
|                                                    | Manuel María Gautier               | 1889             | 1893             | Ulises Heureaux             |
|                                                    | Wenceslao Figuereo                 | 1893             | 26 luglio 1899   | Ulises Heureaux             |
|                                                    | Horacio Vásquez                    | 15 novembre 1899 | 2 maggio 1902    | Juan Isidro Jimenes Pereyra |
|                                                    | Eugenio Deschamps Peña             | marzo 1903       | novembre 1903    | Alejandro Woss y Gil        |
|                                                    | Ramón Cáceres                      | 24 novembre 1903 | 29 dicembre 1905 | Carlos Felipe Morales       |
| Carica abolita (29 dicembre 1905 – 12 luglio 1924) |                                    |                  |                  |                             |

### Terza Repubblica (1924–1965) e Quarta Repubblica (1966–)
| Ritratto | Vicepresidente                        | Inizio mandato   | Fine mandato      | Presidente                 |
| --- | ------------------------------------- | ---------------- | ----------------- | -------------------------- |
| | Federico Velázquez                    | 12 luglio 1924   | 16 agosto 1928    | Horacio Vásquez            |
| | José Dolores Alfonseca                | 16 agosto 1928   | 3 marzo 1930      | Horacio Vásquez            |
| Vacante (3 marzo 1930 – 16 agosto 1930)                                                                           |                                       |                  |                   |                            |
| | Rafael Estrella Ureña                 | 16 agosto 1930   | dicembre 1931     | Rafael Trujillo            |
| Vacante (dicembre 1931 – 16 agosto 1934)                                                                          |                                       |                  |                   |                            |
| | Jacinto Bienvenido Peynado            | 16 agosto 1934   | 16 agosto 1938    | Rafael Trujillo            |
| | Manuel de Jesús Troncoso de la Concha | 16 agosto 1938   | 24 febbraio 1940  | Jacinto Bienvenido Peynado |
| Vacante (7 marzo 1940 – 18 maggio 1942; Il Ministero delle forze armate era il terzo nella linea di successione)  |                                       |                  |                   |                            |
| Carica abolita (18 maggio 1942 – 16 agosto 1957)                                                                  |                                       |                  |                   |                            |
| | Joaquín Antonio Balaguer Ricardo      | 16 agosto 1957   | 3 agosto 1960     | Héctor Trujillo            |
| | Rafael Filiberto Bonnelly             | 3 agosto 1960    | 18 gennaio 1962   | Joaquín Balaguer           |
| | Eduardo Read Barreras                 | 18 gennaio 1962  | 1962              | Rafael Filiberto Bonnelly  |
| | Nicolás Pichardo                      | 1962             | 27 febbraio 1963  | Rafael Filiberto Bonnelly  |
| | Armando González Tamayo               | 27 febbraio 1963 | 25 settembre 1963 | Juan Bosch                 |
| Nessuno (Triumvirato) (26 settembre 1963 – 25 aprile 1965; presieduto dal 29 dicembre 1963 da Donald Reid Cabral) |                                       |                  |                   |                            |
| Vacante (maggio 1965 – 3 settembre 1965)                                                                          |                                       |                  |                   |                            |
| | Manuel Joaquín Castillo               | 3 settembre 1965 | 1º luglio 1966    | Héctor García-Godoy        |

### Quarta Repubblica (1966–)
| Ritratto                                   | Vicepresidente                | Inizio mandato | Fine mandato    | Presidente               |
| ------------------------------------------ | ----------------------------- | -------------- | --------------- | ------------------------ |
|                                            | Francisco Augusto Lora        | 1º luglio 1966 | 16 agosto 1970  | Joaquín Balaguer         |
|                                            | Carlos Rafael Goico Morales   | 16 agosto 1970 | 16 agosto 1978  | Joaquín Balaguer         |
|                                            | Jacobo Majluta Azar           | 16 agosto 1978 | 4 luglio 1982   | Antonio Guzmán Fernández |
| Vacante (4 luglio 1982 – 16 agosto 1982)   |                               |                |                 |                          |
|                                            | Manuel Fernández Mármol       | 16 agosto 1982 | 20 gennaio 1983 | Salvador Jorge Blanco    |
| Vacante (20 gennaio 1983 – 16 agosto 1986) |                               |                |                 |                          |
|                                            | Carlos Morales Troncoso       | 16 agosto 1986 | 16 agosto 1994  | Joaquín Balaguer         |
|                                            | Jacinto Peynado Garrigosa     | 16 agosto 1994 | 16 agosto 1996  | Joaquín Balaguer         |
|                                            | Jaime David Fernández Mirabal | 16 agosto 1996 | 16 agosto 2000  | Leonel Fernández         |
|                                            | Milagros Ortiz Bosch          | 16 agosto 2000 | 16 agosto 2004  | Hipólito Mejía           |
|                                            | Rafael Alburquerque           | 16 agosto 2004 | 16 agosto 2012  | Leonel Fernández         |
|                                            | Margarita Cedeño de Fernández | 16 August 2012 | 16 August 2020  | Danilo Medina            |
|                                            | Raquel Peña de Antuña         | 16 agosto 2020 | in carica       | Luis Abinader            |